# Тевкр (Софокл)
«Тевкр» (др.-греч. Τεῦκρος) — трагедия древнегреческого драматурга Софокла (V век до н. э.) на тему древнегреческих мифов, текст которой утрачен за исключением нескольких коротких отрывков.
Главный герой пьесы — Тевкр Теламонид, сын царя Саламина Теламона и младший брат Большого Аякса. Вернувшись домой из-под Трои, он был изгнан отцом за то, что не уберёг брата на войне. Тевкр поселился на Кипре, где основал город Саламин. Один из уцелевших фрагментов пьесы содержит слова Теламона, обращённые к сыну, в другом описывается буря, в третьем отрывке речь об Оилее, отце Малого Аякса.
«Тевкра» цитирует Аристофан в комедии «Облака», поставленной на сцене в 423 году до н. э. Соответственно трагедия была написана немного раньше. Римский драматург Пакувий создал латинскую переработку трагедии под тем же названием. Возможно, текст «Тевкра» использовал Квинт Энний при создании трагедии «Теламон». Марк Туллий Цицерон перевёл фрагмент пьесы и вставил его в свой трактат «Тускуланские беседы».